# رواية الأنثى
هي رواية لدوريس ليسينج الحائزة على جائزة نوبل للآداب لعام 2007 .
تأخذنا دوريس ليسينج إلى مجتمع خيالي خال من الكيدية الجنسية، والغيرة، والمنافسة. مجتمع خال من الذكور، لا تحتاج فيه الأنثى إلى الرجل أو حتى إلى معرفته، حيث يتم الحمل باناث فقط وولادتهن حسب المد والجزر ودورات القمر. ولكن، ومع ولادة غريبة لطفل ذكر، يضطرب المجتمع المسالم الأحادي الجنس وتداهمه الأخطار.